# 韓俊賢
韓俊賢（英語：Nicholas Hon Chun-yin)，民主黨新界西支部常委，前香港葵青區議會長青選區議員，於2019年香港區議會選舉為民主派首次奪得此選區議席。

## 經歷
韓俊賢生於香港，籍貫廣東東莞寮步鎮石龍坑，為北宋名相韓琦二十八代孫，他於2003年七一大遊行後，投入社會運動，曾於當年成為民主倒董力量行政幹事，及後參與組建網絡電台香港人民廣播電台，之後曾於街坊工友服務處出任兼職社區幹事，主力協助時為葵青區議員的尹兆堅在石蔭區的社區服務。
韓後於2007年赴台就學，先於國立臺北大學公共行政暨政策學系取得法學士學位，後於國立臺灣大學國家發展研究所就讀碩士課程，師承臺灣政治學大師王業立及現任中華民國大陸委員會主任委員陳明通等學者，並於2015年取得法學碩士學位。
而其在台就學期間，曾出任國立臺北大學港澳同學會會長，並曾為國立臺灣大學學生會組建外務部（現稱國際事務部）及為兩屆部長，協助學生會國際交流及處理校內國際學生與僑生事務，於任期間發生太陽花學運，因而曾接受海內外媒體訪問。